# Olga Holtz

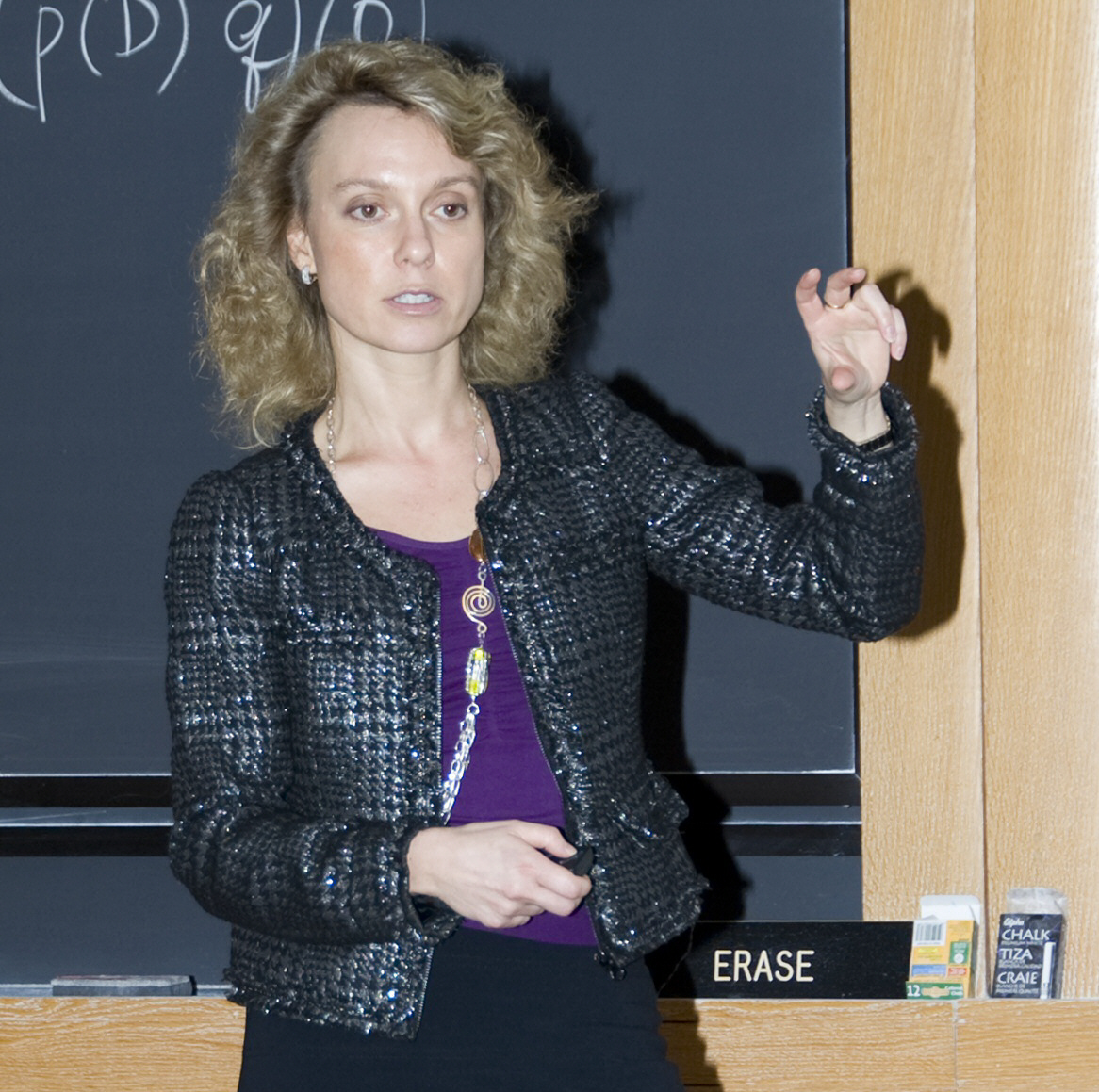
Olga Holtz bei einem Vortrag am Institute for Advanced Study in Princeton am 26. Oktober 2009

Olga Holtz (russisch Ольга Гольц; * 19. August 1973 in der Oblast Tscheljabinsk im Föderationskreis Ural) ist eine russische Mathematikerin.

## Leben
Ihre Eltern waren beide Programmierer. Schon als Schülerin fiel die mathematische Begabung auf, sodass sie auf ein Gymnasium mit mathematischem Schwerpunkt kam.
Olga Holtz begann ihr Studium an der Staatlichen Universität Süd-Ural in Tscheljabinsk, wo sie 1995 ihr Diplom machte. 1996 wechselte sie nach Madison (Wisconsin) in den USA. Dort wurde sie 2000 an der University of Wisconsin bei Hans Schneider promoviert (Theorems and Counterexamples on structured matrices), wo sie anschließend am Institut für Informatik forschte. Im Jahr 2002 erhielt sie ein Forschungsstipendium der Alexander-von-Humboldt-Stiftung und arbeitete ein Jahr lang an der Technischen Universität Berlin bei Volker Mehrmann. 2004 bis 2007 war Holtz Assistenzprofessorin (Morrey Assistant Professor) an der University of California, Berkeley, bei Alan Weinstein. Im November 2006 wurde Olga Holtz Sofja Kovalevskaja-Preisträgerin. Damit erhielt sie die Möglichkeit, mit einem Etat von knapp einer Million Euro für vier Jahre ein Forschungsprojekt zu realisieren. Sie wählte wieder die TU Berlin. 2008 erhielt sie den EMS-Preis und wurde in die Junge Akademie aufgenommen.
2009 erhielt sie die Vorgriffprofessur an der Technischen Universität Berlin, 2010 einen ERC Starting Grant des Europäischen Forschungsrats mit einem Etat von 880.000 Euro für fünf Jahre. Außer ihrer Professur in Berlin ist sie Professorin in Berkeley. 2009/2010 war sie John von Neumann Fellow am Institute for Advanced Study. Sie ist Fellow der American Mathematical Society.
Holtz hat neben der Mathematik weitere Interessen. So liebt sie Musik, insbesondere Johann Sebastian Bach, und hatte als Beruf auch eine Ausbildung zur Pianistin erwogen. Zudem ist sie aktive Chorsängerin und Tänzerin. Seit 2007 singt sie im Philharmonischen Chor Berlin unter dem künstlerischen Leiter Jörg-Peter Weigle.
2013 führte sie Regie bei ihrem ersten Spielfilm, The Zahir, der in Berkeley gedreht wurde. Er ist durch eine gleichnamige Kurzgeschichte von Jorge Luis Borges inspiriert und dem Magischen Realismus und hat als Thema die Besessenheit, eigenen Ideen zu folgen.
Ihre Erdős-Zahl ist 3.

## Leistungen
Sie beschäftigt sich unter anderem mit numerischer linearer Algebra und Matrizentheorie, kommutativer Algebra, Informatik (Analyse von Algorithmen, Komplexitätstheorie), numerischer Analysis (wie Wavelets und Splines, Approximationstheorie), abzählender Kombinatorik (wie Algebra von Zonotopen), Signalverarbeitung (wie compressive sensing) und Wahrscheinlichkeitstheorie. In der Laudatio auf den EMS Preis 2008 wurde insbesondere der Beweis der Newton-Ungleichungen für M-Matrizen, grundlegende Arbeiten über die Auswertung von Polynomen in endlicher Arithmetik und der Beweis hervorgehoben, dass alle auf Gruppentheorie basierenden Algorithmen zur schnellen Matrixmultiplikation numerisch stabil sind.